# 野村浩輝
野村 浩輝（のむら ひろき、1990年9月25日 - ）は、山口県岩国市出身のハンドボール選手。日本ハンドボールリーグの湧永製薬所属。

## 経歴
中京大学時代は2012年の西日本学生選手権大会で優秀選手賞を受賞し、全日本学生ハンドボール選手権大会（インカレ）でも優秀選手賞を受賞した。
2013年1月に日本ハンドボールリーグの湧永製薬へ加入。同年の第18回ヒロシマ国際ハンドボール大会では優秀選手賞を受賞した。
2014年は第22回世界学生選手権の日本代表U-24に選ばれた。
2022年現在　公務員として公立学校に勤務。プロ時代の経験を活かし、ハンドボール部の顧問を務めています。

## 詳細情報

### 年度別成績
| 年       | チーム   | 試合 | フィールド 得点 | 率   | 7m    | 合計    | 警告 | 退場 | 失格 |
| -------- | -------- | ---- | --------------- | ---- | ----- | ------- | ---- | ---- | ---- |
| 2012-13  | 湧永製薬 | 0    | -               | -    | -     | -       | -    | -    | -    |
| 2013-14  | 湧永製薬 | 16   | 44/78           | .564 | 0/0   | 44/78   | 3    | 1    | 0    |
| 2014-15  | 湧永製薬 | 16   | 60/90           | .667 | 9/10  | 69/100  | 1    | 1    | ４   |
| 2015-16  | 湧永製薬 | 15   | 53/73           | .726 | 16/19 | 69/92   | 2    | 1    | 0    |
| 2016-17  | 湧永製薬 | 16   | 39/65           | .600 | 6/11  | 45/76   | 1    | 1    | 0    |
| 2017-18  | 湧永製薬 | 22   | 43/73           | .589 | 16/23 | 59/96   | 0    | 0    | 0    |
| 2018-19  | 湧永製薬 | 24   | 60/95           | .632 | 26/36 | 86/131  | 0    | 0    | 0    |
| JHL：7年 | JHL：7年 | 109  | 299/474         | .631 | 73/99 | 372/573 | 7    | 4    | ４   |

- 各年度の太字はリーグ最高

### 記録

#### 日本ハンドボールリーグ
- フィールドゴール初得点：2013年9月7日、対トヨタ自動車東日本戦（中区スポーツセンター）[6]
- 7mスロー初得点：2014年11月1日、対琉球コラソン戦（中区スポーツセンター）[7]

### 背番号
- 6 (2013年 - )

## 代表歴

### 日本代表U-24
- 世界学生選手権 (2014年)